# Tasmania
La Tasmania è uno Stato insulare dell'Australia. La sua capitale è Hobart ed è costituita dall'isola di Tasmania propriamente detta e altre isole minori. Dista 240 km dall'estremità sudorientale del continente australiano, da cui lo separa lo stretto di Bass.
Geograficamente la Tasmania è bagnata sia dall'Oceano Pacifico a est, tramite il suo tributario Mar di Tasman, sia dall'Oceano Indiano a ovest. L'isola principale prende il nome da Abel Tasman, il navigatore olandese che la scoprì nel 1642, mentre la capitale Hobart è intitolata al conte Robert Hobart, segretario di Stato britannico per la Guerra e le Colonie.
I principali centri urbani della Tasmania, oltre alla citata Hobart, sono le città di Glenorchy e Clarence e le cittadine di Launceston, Devonport e Burnie.
Il governo regionale della Tasmania ha anche in carico l'amministrazione dell'isola subantartica di Macquarie. Circa il 37% del suo territorio fa parte di riserve, parchi naturali o aree protette, e questa caratteristica ha portato l'isola a promuoversi e presentarsi come importante meta turistica e naturalistica.

## Storia

### Le popolazioni aborigene

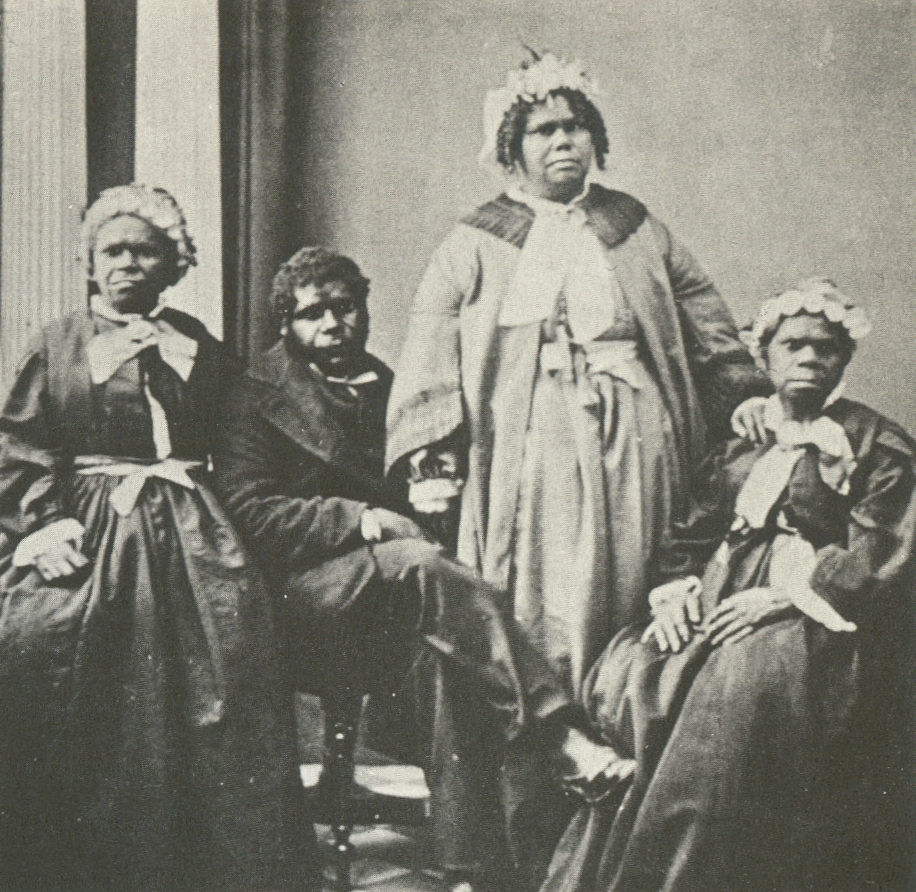
1860 circa: gli ultimi quattro aborigeni tasmaniani. Truganini è l'ultima a destra.

I primi ad abitare la Tasmania furono gli aborigeni tasmaniani: alcune testimonianze preistoriche dimostrano che i loro antenati vi giunsero non più tardi di 35 000 anni fa, quando ancora la Tasmania non era un'isola (la definitiva separazione dall'Australia avvenne infatti non più di 10 000 anni fa).
All'arrivo degli europei all'inizio dell'Ottocento la popolazione degli aborigeni tasmaniani ammontava a circa 5 000 individui. A causa dell'isolamento geografico, il contatto con i coloni europei fu fatale per i tasmaniani: nell'arco di un decennio si produsse un conflitto che degenerò in un vero e proprio genocidio della popolazione tasmaniana da parte dei coloni europei. Gli ultimi tasmaniani furono confinati presso l'isola di Flinders, andando incontro all'estinzione nella seconda metà dell'Ottocento.
L'ultima tasmaniana di sangue puro è generalmente considerata Truganini (1812-1876).

### La colonizzazione europea
Il primo europeo ad avvistare la Tasmania fu, il 24 novembre 1642, l'esploratore olandese Abel Tasman, il quale battezzò la nuova terra "Anthoonij van Diemenslandt", dal nome del finanziatore della sua spedizione, Anthony van Diemen, governatore delle Indie orientali olandesi. I britannici ne abbreviarono poi il nome, ribattezzando l'isola "Terra di Van Diemen".
Il capitano inglese James Cook avvistò nuovamente l'isola nel 1777 e a lui seguirono molti altri esploratori europei, alcuni dei quali arrivarono a sbarcarvi.
Il primo insediamento britannico, voluto soprattutto per impedire ai francesi di rivendicare l'isola, risale al 1803: fu infatti in quell'occasione che un piccolo corpo di spedizione, partito da Sydney sotto la guida del luogotenente John Bowen, si stanziò a Risdon Cove, sulla riva orientale del fiume Derwent.
Nel 1804 si ebbe un nuovo insediamento, Sullivan's Cove, fondato dal capitano David Collins, 5 km più a sud del primo, sulla riva del Derwent. Mentre Risdon venne successivamente abbandonata, Sullivan's Cove si sviluppò (fino a diventare in seguito la capitale dell'attuale Stato) e fu ribattezzata Hobart Town o Hobarton (poi abbreviata in "Hobart"), dal nome del segretario coloniale dell'epoca, Lord Hobart.
I primi colonizzatori britannici erano soprattutto galeotti e guardie carcerarie, giunti per coltivare nuove terre. Nuovi insediamenti di galeotti furono creati negli anni successivi: Port Arthur, a sud-est, e Macquarie Harbour, sulla West Coast.
Il 3 dicembre 1825 la Tasmania, ancora nota come Terra di Van Diemen, fu dichiarata colonia separata dal Nuovo Galles del Sud.

## Geografia fisica

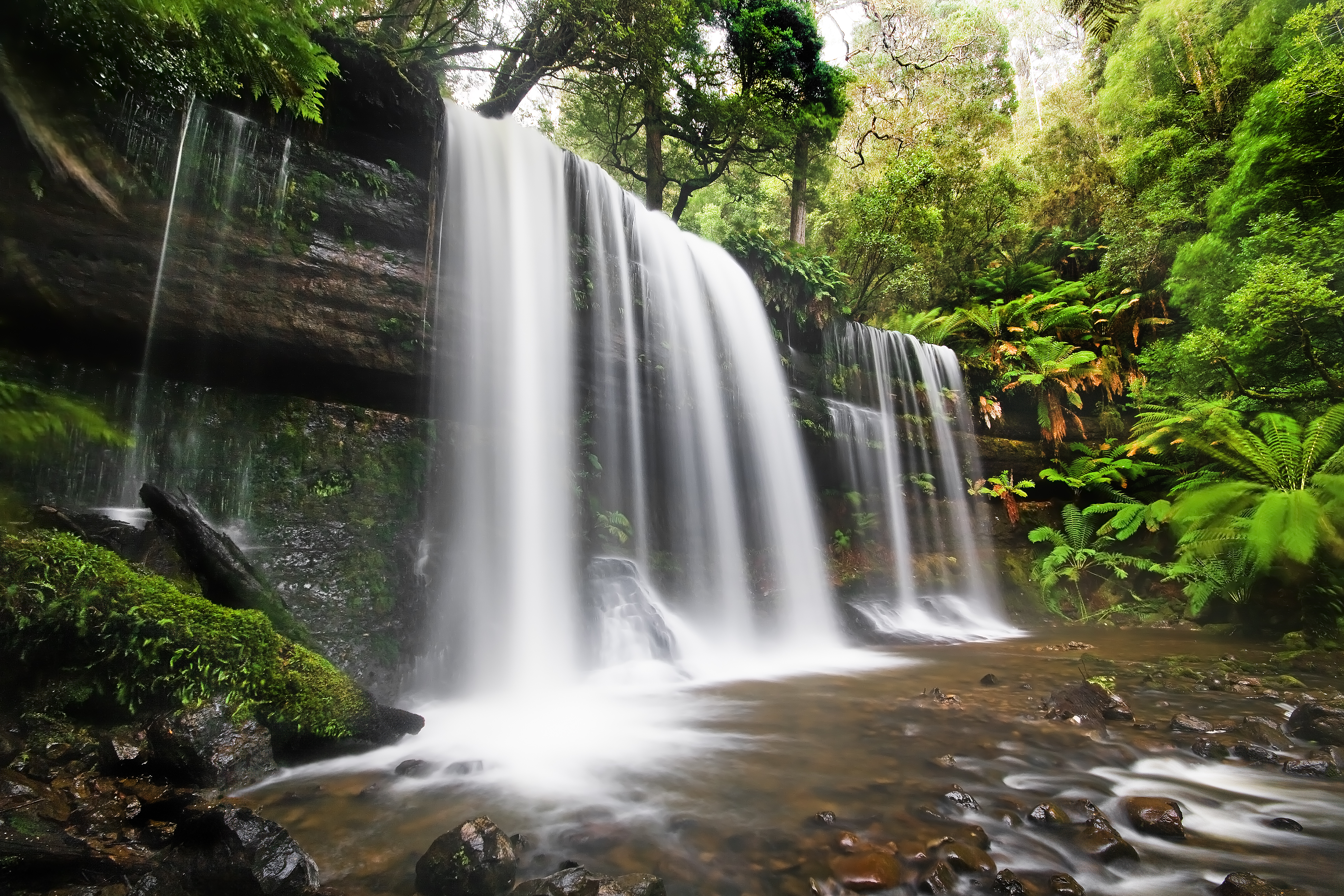
Le cascate Russel, nel parco nazionale di Mt. Field

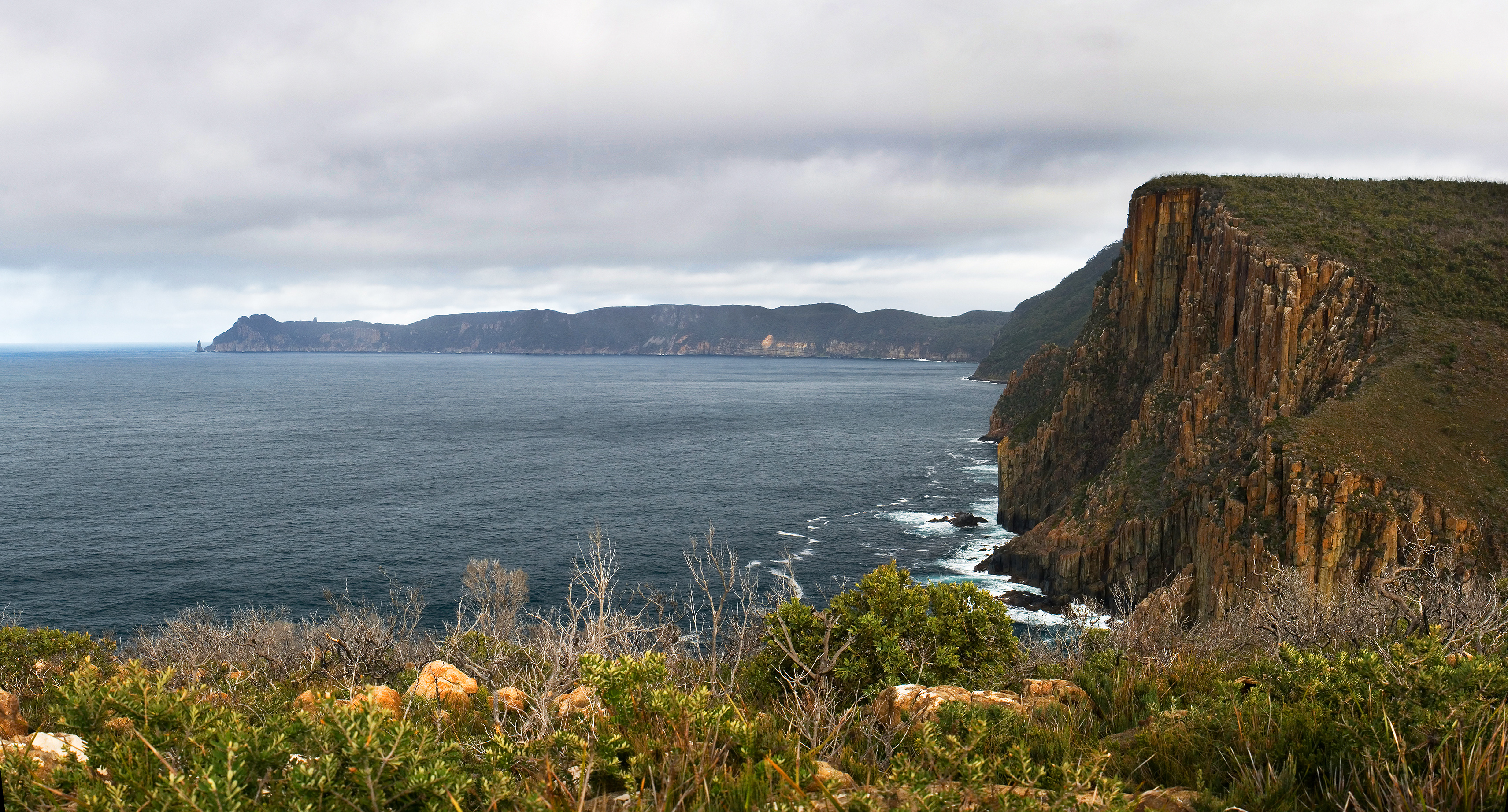
Vista panoramica di Capo Pillar

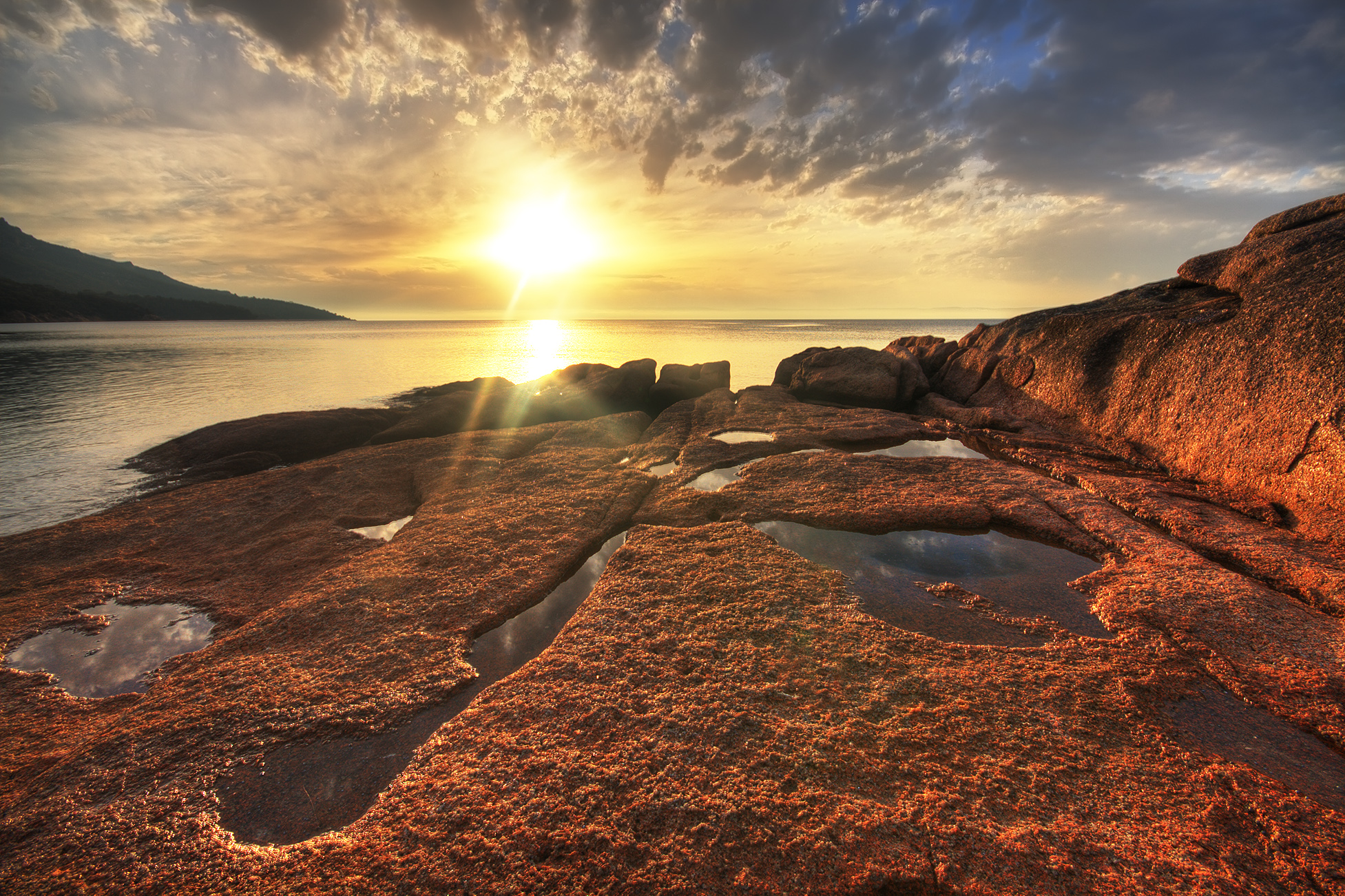
L'alba sulla Baia della Luna di Miele, penisola Freycinet

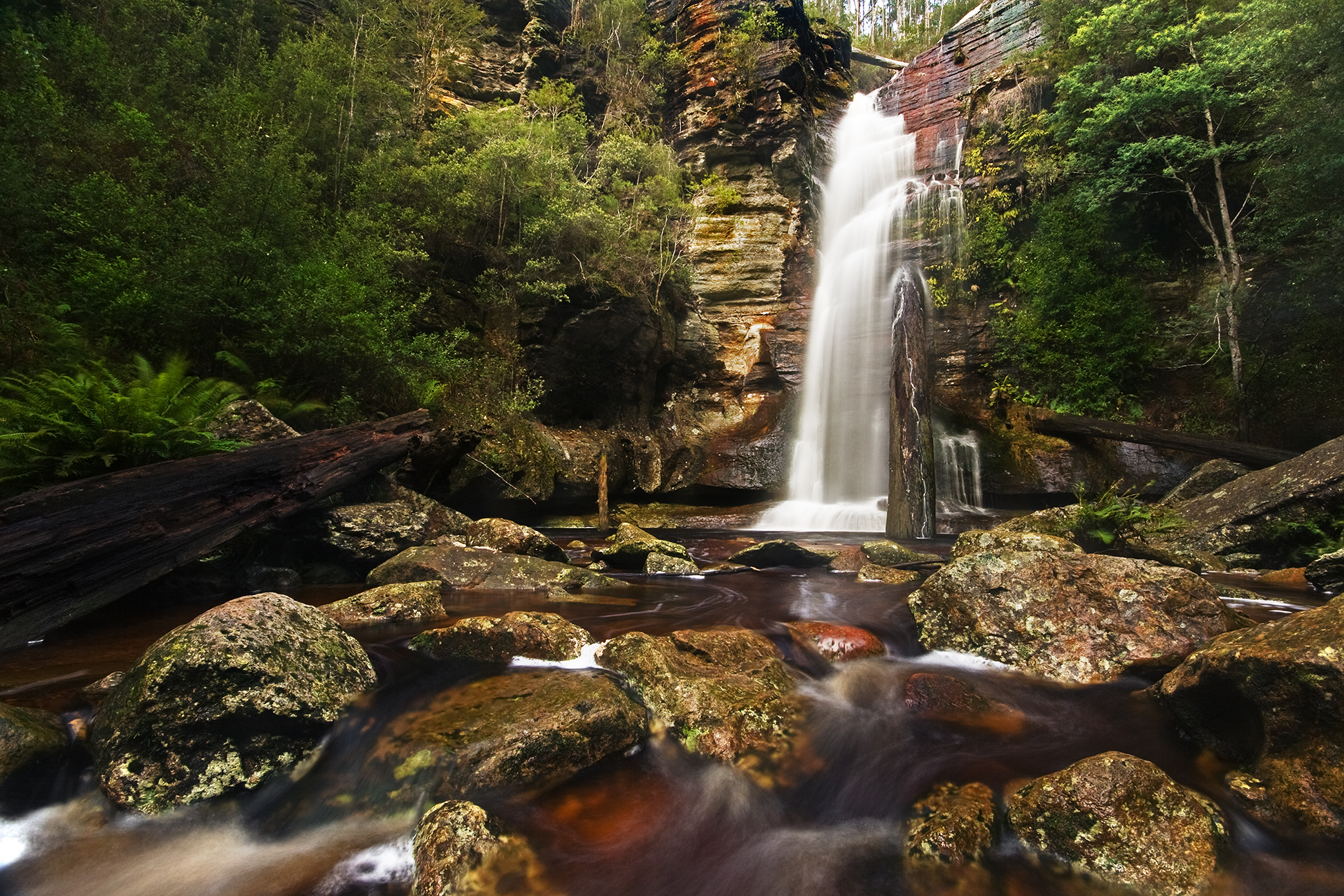
Cascate di Snug

La Tasmania è bagnata a nord dallo stretto di Bass, a est dal Mar di Tasman e a sud e ovest dall'Oceano Indiano. I monti più alti sono Legges Tor 1 573 m e Ossa 1 617 m.
Fanno parte dello Stato 334 isole, tra cui: King Island e le isole Furneaux. I fiumi principali sono: Arthus e Derwent. I laghi principali sono: Gordon, Great e Pedder.

### Orografia
- Cradle (1 545 m)
- Legges Tor (1 573 m)
- Oakleigh (1 286 m)
- Ossa (1 617 m)
- Pelion Est (1 461 m)
- Pelion Ovest (1 560 m)

### Fiumi
- Arthus
- Derwent
- Franklin
- Gordon
- Henty
- Huon
- King
- Leven
- Meander
- Mersey
- Nord Esk
- Pieman
- Picton
- Queen
- Savage
- South Esk
- Stige
- Tamar

### Laghi
- Gordon
- Great Lake
- Pedder

### Mari
- Mar di Tasman
- Oceano Indiano

### Isole
- Badger Island
- Boundary Islet
- Bruny Island
- Cape Barren Island
- Clarke Island
- Flinders Island
- Hunter Island
- King Island
- Maria Island
- Robbins Island

## Ambiente

### Fauna

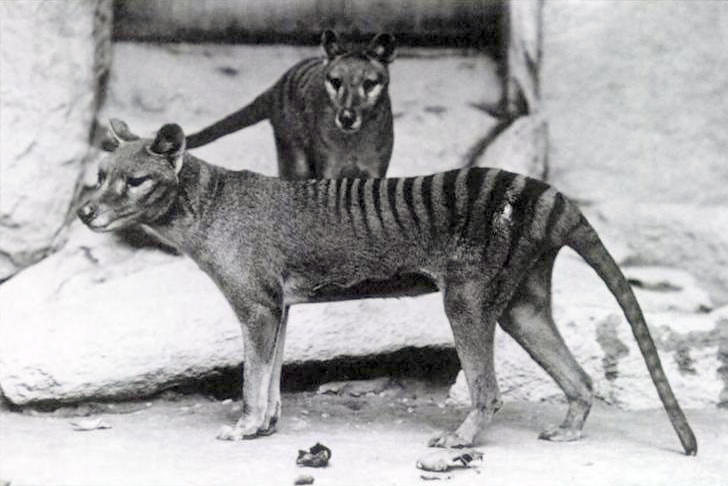
Tilacini in cattività

La Tasmania ospita numerose specie endemiche. Va però detto che l'arrivo dei colonizzatori europei ha notevolmente danneggiato la fauna originaria. Le specie più note sono marsupiali carnivori dell'ordine dei Dasiuromorfi come il tilacino (ora estinto) ed il diavolo della Tasmania. Il primo, che è simile ad un lupo noto anche col nome di "tigre della Tasmania", è ormai da considerarsi estinto a partire dagli anni trenta dello scorso secolo. Il secondo, dall'aspetto simile ad un piccolo cane molto combattivo, è invece seriamente minacciato da un'epidemia scoppiata nel 2005.

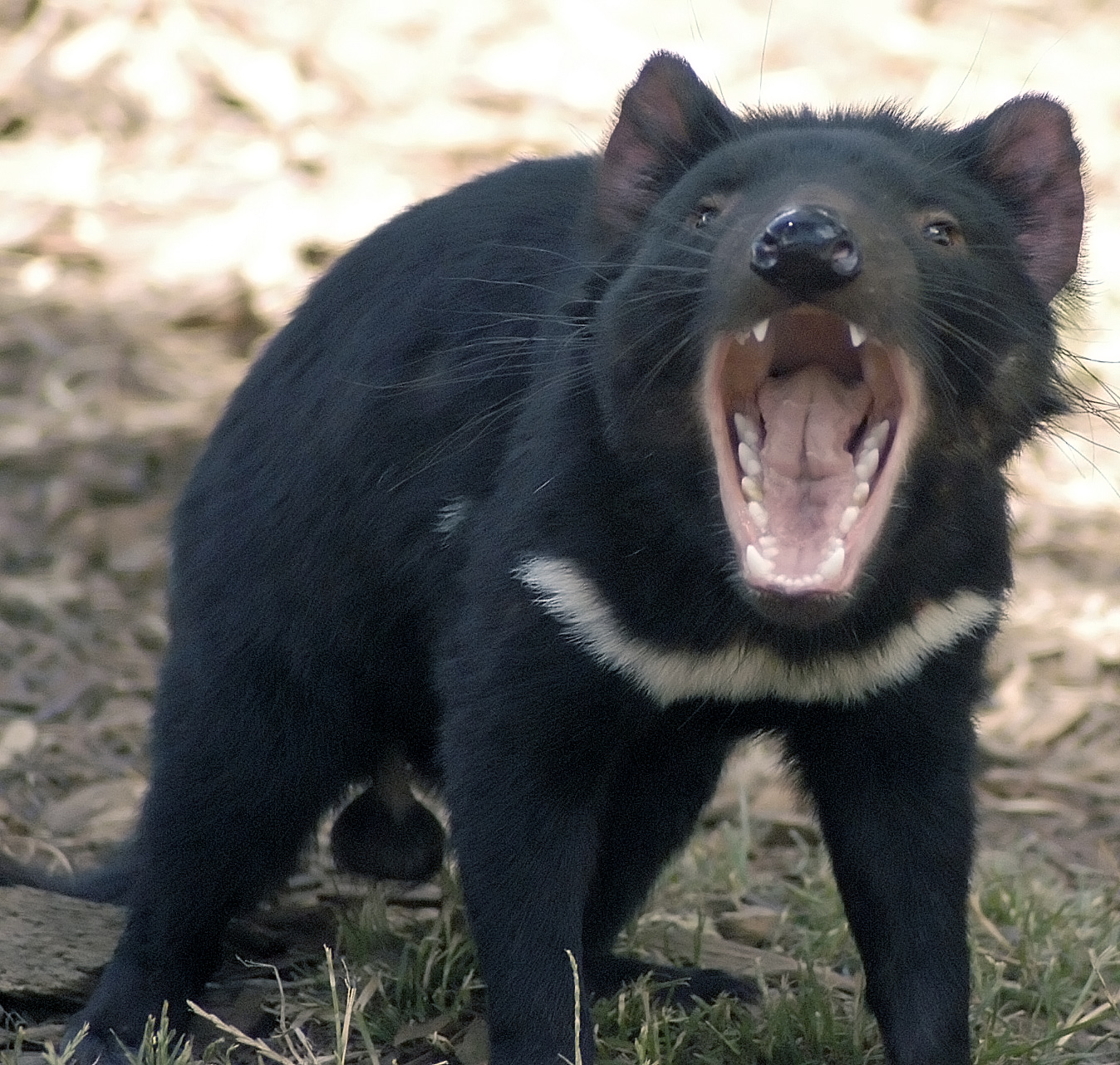
Il diavolo della Tasmania

Nell'isola, si trovano molte specie di uccelli rintracciabili in tutta l'Australia. Vi sono però dodici specie endemiche, tra cui un rallide inadatto al volo, la gallinella della Tasmania (Tribonyx mortierii). Era anche presente una sottospecie endemica di emù, l'emù della Tasmania, estintasi intorno alla metà dell'Ottocento.
Sono inoltre presenti undici specie di rane, di cui tre diffuse solo in Tasmania (tra cui Crinia nimbus, della famiglia Myobatrachidae, scoperto solo di recente).
Il 24 settembre 2007, è stato varato un programma volto a sterminare la popolazione di volpi rosse, importate dall'Europa, che minacciano seriamente le Specie locale.

## Economia
Importante è la produzione di lana da pecore di razza merinos.

## Politica
- Governatori della Tasmania
- Primi ministri della Tasmania
- Camera dell'Assemblea della Tasmania
- Consiglio legislativo della Tasmania

## Sport
I maggiori club sportivi della Tasmania nelle maggiori leghe sportive australiane sono:
- ACL (Cricket):
  - Tasmania Tigers
- AHL (Hockey su prato):
  - Tassie Tigers

## Città della Tasmania
- Hobart – capitale dello Stato
- Beaconsfield
- Burnie
- Clarence
- Conara Junction
- Currie
- Deloraine
- Devonport
- George Town
- Glenorchy
- Huonville
- Launceston
- Marrawah
- Maydena
- New Norfolk
- Port Arthur
- Perth
- Queenstown
- Rosebery
- Ross
- St Helens
- St Marys
- Savage River
- Scottsdale
- Smithton
- Stanley
- Strathgordon
- Swansea
- Tarraleah
- Ulverstone
- Whitemark
- Zeehan